# Filho do Homem (álbum)
Filho do Homem é o sétimo álbum de estúdio do Koinonya, lançado em 1993.
Com produção musical de Willen Soares, foi gravado em estúdio na cidade de Brasília. A obra traz todos os músicos da banda residentes na capital federal e em Goiânia. Em contrapartida, é o último álbum com a participação de Alda Célia que, com a divisão da formação nas duas cidades, resolveu iniciar carreira solo e continuar suas atividades na capital goiana.
Em 2018, foi considerado o 50º melhor álbum da década de 1990, de acordo com lista publicada pelo Super Gospel.

## Faixas
1. "A Vitória"
2. "Adoração"
3. "Santo"
4. "Louvores"
5. "Porventura"
6. "Meu Prazer"
7. "Filho do Homem"
8. "Reinas Soberano"
9. "Totalmente aos Teus Pés"
10. "Eu Creio"
11. "Digno é o Cordeiro"
12. "Compadece-Te"